# L'Affiche rouge (film)
Pour les articles homonymes, voir Affiche rouge (homonymie).
Pour plus de détails, voir Fiche technique et Distribution.
L'Affiche rouge est un film français réalisé par Frank Cassenti, sorti en 1976.
Le film est restauré en 2K à partir d'une « copie sonore 35 mm antenne », lors de la panthéonisation de Missak Manouchian en 2024. Cette version restaurée est diffusée pour la première fois sur TV5 Monde le 26 février 2024. La sortie du film de Franck Cassenti s'est effectuée à quelques mois d'intervalle de la publication du livre L'Affiche rouge.

## Synopsis
Le film retrace l'histoire du groupe Manouchian-Boczov-Rayman, surnommé « L'armée du crime » par une campagne de propagande antisémite, composé de vingt-trois résistants exécutés par les nazis (22 hommes fusillés à l'aube du 21 février 1944 sur le mont Valérien et une femme décapitée ultérieurement), la plupart d'origine étrangère. Une trentaine d'années plus tard des comédiens s'apprêtent à recevoir certains survivants de cette douloureuse période qui ont connu ou côtoyé ces martyrs de la Résistance et qui souhaitent faire corps avec les acteurs présents qui s'apprêtent à investir les personnages des divers résistants pour mettre en scène le souvenir et la mémoire des victimes et des rares rescapés de l'époque.

## Fiche technique
- Titre : L'Affiche rouge
- Réalisateur : Frank Cassenti
- Scénario : René Richon
- Photographie : Philippe Rousselot
- Musique : Carlos Carlsen et Juan Cedron
- Son : Alix Comte
- Décors : Yves Oppenheim
- Costumes : Josiane Balasko
- Production exécutive : Jean-Serge Breton
- Pays d'origine :  France
- Durée : 89 minutes
- Date de sortie : 10 novembre 1976

## Distribution
- Roger Ibanez : Missak Manouchian
- Pierre Clémenti : Marcel Rayman
- László Szabó : Joseph Boczov
- Maya Wodecka : Olga Bancic
- Malka Ribowska : Mélinée Manouchian
- Anicée Alvina : l'amoureuse de Marcel Rayman
- Silvia Badesco : Dolores Bancic, fille d'Olga
- Louba Guertchikoff : la mère de Celestino (créditée Louba Chazel)
- Mario Gonzales : Celestino Alfonso
- Bruno La Brasca : Rino Della Negra
- Jean Lescot : Alexandre Jar
- Guy Mairesse : le mari italien
- Julian Negulesco : Spartaco Fontanot
- Mony Rey : la femme italienne
- Jacques Rispal : Abraham
- Alain Salomon : Joseph Goebbels et le directeur du conservatoire
- Georges Ser : l'officier allemand
- Jonathan Sutton : Thomas Elek
- Éric Laborey : Roger Rouxel
- Poussine Mercanton : un motard
- Nicolas Serreau : un motard
- Max Morel : Petit Louis / Cesare Luccarini
- Simon Ribovska : Polichinelle
- Dominique Valentin : Lou
- Claude Merlin : Emeric Glasz
- Jean-Claude Penchenat : le grand gestapiste
- Maxime Lombard : le petit gestapiste
- Louis Merino : Arpen Tavitian
- Bruno Moynot : Jonas Geduldig
- Mario Santini : Antoine Salvadori
- Jean-Frédéric Ducasse : Wolf Wajsbrot
- Albert Palma : Szlama Grzywacz
- Jean Mourat : Stanislas Kubacki
- Léon Wanhoun : Léon Goldberg
- Pierre Samos : Georges Cloarec
- Christian Peythieu : Willy Schapiro
- Serge Maggiani : Maurice Fingercwajg (crédité Sergio Maggiani)
- Gérard Uzès : Amedeo Usseglio (crédité Gérard Uze)
- Norbert Zaubermann : Salek Bot
- Sadrine Brisson : une violoniste
- Guy Coudray : Robert Witchitz
- Catherine Rethi : mère de Thomas Elek

## Premier projet de février 1965, avec Charles Aznavour
En 1964, Le Monde relate 2 manifestations où ce groupe de résistants est commémoré à Paris, salle du Conservatoire, sous la présidence de Louis Martin-Chauffier et au cimetière d'Ivry, le journal se trompant, en affirmant que leur attaque du 28 juillet 1943 avenue Paul-Doumer a coûté la vie au général von Schaumburg, commandant du Gross Paris. 
Le Monde rectifie l'année suivante, le 27 février 1965, par un long article de Pierre Bourget, annonçant qu'Armand Gatti prépare un film à leur sujet, en ajoutant que Charles Aznavour interprétera le rôle principal, celui de Missak Manouchian. L'écriture du scénario de L’Affiche rouge  occasionne pour Gatti "des rencontres avec de nombreuses organisations d’anciens Résistants, ainsi qu’avec Mélinée Manouchian et Arsène Tchakarian", soulevant des problèmes historiographiques dont il prend acte dès son interview à Presse Nouvelle de juin 1965, où Gatti souligne que leur "aventure humaine" est "si grande qu'il ne faut pas l'altérer" et qu'il espère donc ne pas "prendre de liberté" sur les faits. Déjà fort d'un film et trois pièces sur la Résistance et les camps de concentration, il confie son "envie de changer", mais aussi de combattre la "tendance" à "faire des Juifs seulement des victimes" et de montrer "le côté prolétarien de la Résistance" qui "a été beaucoup escamoté".
Le 24 novembre 1966, Le Monde écrit à nouveau qu'Armand Gatti « travaille au scénario de L'Affiche rouge, qui sera tourné au printemps » 1967, mais aussi qu'il a l'intention d'écrire une pièce sur la guerre du Viêt Nam, propulsée sur la scène mondiale par l'actualité immédiate et qui va prendre tout son temps. 
La deuxième version du scénario, écrite en 1966 et finalisée en 1967, porte le titre : "Le Temps des cerises". Elle est complétée d'une liste des plans  numérotés, avec des scènes de reconstitution beaucoup plus importantes que dans la première version. Le projet reçoit alors une subvention du Centre national du cinéma mais ne trouve pas de producteur. Mais entre-temps, dès 1967 : « A la demande du réalisateur Marcel Blüwal et pour l’ORTF dirigée alors par M. Biasini, Armand Gatti écrit l’un des scénarios d’une série de trois émissions de trois heures sur la Commune de Paris. Les événements de 68 mettront fin au projet. ». 
Malgré ces deux autres activité, pendant plusieurs années, Gatti rédigera différentes versions du scénario de ce film, toutes co-écrites avec Pierre Joffroy, notamment "Le Temps des Cerises", dont les tapuscrits ont été conservés. Elles font démarrer l'histoire en 1938 en Espagne, à la Bataille de l'Ebre lors de la Guerre d'Espagne et mettent en valeur une phrase de Joseph Boczov: "la guerre d’Espagne nous l’avons commencée à Madrid, nous l’avons continuée à Paris, Elle continuera à travers le monde bien après. N’indique-t-elle pas la piste à suivre ?".
La démarche du film, page 41, est de trouver un échange «  entre les acteurs et les parents des fusillés retrouvés par la production ». Les survivants racontent ce que leur a inspiré la dernière lettre qui leur est parvenue et Gatti veut leur présenter le groupe Manouchian.
Armand Gatti avait tourné à Cuba en 1962 "El otro Cristobal", film représentant Cuba en 1963 au festival de Cannes et lauréat du Prix des Écrivains de cinéma et de télévision, mais qui n'a pas été distribué. À la suite de ce refus de distribution, il lui a ensuite été "refusé au moins dix-huit scénarios à l'avance sur recettes" mais il "tenait beaucoup à un projet, l'Affiche rouge (...) qu'a écrit et réalisé, plus tard, Frank Cassenti".
A partir des années 1970, Gatti complexifie son projet: il ne veut plus d'une reconstitution historique mais filmer ce qu’est devenu le combat du "groupe Manouchian-Boczov" un quart de siècle après et son prolongement: "le Sinaï, les rues de Prague, les maquis colombiens, la guerre au Vietnam, les machines géantes soviétiques, la prison de San-Quentin (Californie) le jour de l’assassinat du Black Panther, George Jackson", ou encore, ensuite, les six accusés du procès de Burgos de 1975 contre les militants de l'ETA. Le troisième scénario valorise ainsi le rôle de l’équipe de tournage, les professions de chacun, avec Gus Raynal de la Maison des Jeunes et de la Culture de Montreuil et Pierre Chaussat, photographe, "présenté comme une sorte d’archiviste".
A partir de 1971, la donne est changée car Mélinée Manouchian, revenue se faire soigner en France dans les années 1960, confie un recueil des poèmes de son mari un autre poète arménien proche du PCF et
et ex-résistant, Rouben Mélik, qui quitte l'administration en 1971 car embauché comme directeur littéraire aux Éditeurs français réunis, pour une nouvelle collection de poésie, "La petite Sirène". C'est lui qui réclame une biographie de Missak Manouchian, finalement confiée à Marc Delouze très proche de Louis Aragon, à qui les Éditeurs français réunis demandent d'être le "nègre" Mélinée Manouchian. "Chroniques du purin", publiées en février 2016, Marc Delouze racontera comment la direction des Éditeurs français réunis a surveillé de très près les enregistrements de plusieurs mois d'entretienS menés en 1973 avec Mélinée Manouchian concernant la fameuse « trahison » qu’évoque brutalement Missak Manouchian dans sa dernière lettre".
Gatti travaille ensuite à la préparation, à partir d'octobre-décembre 77, non plus d'un film mais d'une série télé, "La première lettre", qui se veut aussi un "opéra" en six actes, "d'une facture inédite", selon le quotidien Le Monde, diffusée pendant six semaines en 1979, les 22, 29 juillet, et les 5, 12, 19 et 26 août 1979.

## Projection pour la famille de Pierre Goldman
En octobre 1976, quand Pierre Goldman fut libéré, à la suite du second procès, Franck Cassenti organisa une projection de L'Affiche rouge pour lui et sa famille, dont son père, Mojsze Goldman, un ancien des FTP-MOI.

## La série télé d'Armand Gatti en 1979
Armand Gatti a "tout de même pu s'inspirer" de son projet de février 1965 pour "La première lettre", une série de six opéras d'une heure, diffusés sur FR 3 en 1979, mettant en scène la dernière nuit de Roger Rouxel, adolescent mort à dix-huit ans et membre du groupe de l'Affiche rouge, passée à la prison de Fresnes. 
Coécrite avec puis finalisée avec Hélène Châtelain et Claude Mouriéras, la série est construite autour de 5 épisodes de sa vie: la zone où il est né, l’école, l’usine où il travaillait à son arrestation, le cinéma du quartier et la lettre à Mathilde, qui deviennent cinq "lieux de rencontre possibles avec Roger" en 1943 comme dans les années 1970. "La première lettre", titre de la série, fait ainsi allusion à la lettre de Roger Rouxel, fusillé sur le Mont-Valérien, à Mathilde, son amie de cœur. Tous les six sont tournés à L'Isle-d'Abeau, petite commune proche de Bourgoin-Jallieu, dans l'Isère, où 150 à 200 projections du film de présentation ont eu lieu, dans les maisons de retraite, les écoles, les lycées, chez les apprentis, les coiffeuses, les cuisiniers, d'anciens résistants, des gendarmes, des gitans, et jusqu’à l'abbaye de Tamié, de l’Ordre cistercien de la Stricte Observance, en leur demandant de "s'emparer de l'histoire" pour ajouter une scène à l'opéra "par la musique, le poème, la chanson, le théâtre ou le dessin". Le tournage totalise plus de deux cents heures de film pour six heures de diffusion, et la réalisation, "inhabituelle, au-delà de l'étonnement, risque de dérouter", avertit le quotidien Le Monde.

## Distinctions
Le film obtient le prix Jean-Vigo en 1976.

## Autour du film
Le film met en scène le choix pour l'Affiche rouge, par les officiers allemands, des dix personnes, parmi les 23 condamnés à mort du groupe Manouchian-Boczov-Rayman, au cours d'une séance de photos, sans aucune logique chronologique ou judiciaire, seulement celui de la propagande antisémite, qui est l'essence de cette affiche, de la brochure, du tract et de la campagne de presse qui l'accompagnent dans une même opération de propagande antisémite, du 18 au 24 février 1944.

#### Œuvres éponymes
- L'Affiche rouge (livre)
- L'Affiche rouge (chanson)

#### Films sur le même sujet
- La première lettre de Armand Gatti (1979)
- Des terroristes à la retraite de Mosco Boucault (1985)
- L'Armée du crime de Robert Guédiguian (2009)